# Đối mặt (phim truyền hình)
Đối mặt là một bộ phim truyền hình được thực hiện bởi M&T Pictures cùng TKL do Nguyễn Quang và Đăng Khoa làm đạo diễn. Phim phát sóng vào lúc 13h00 từ thứ 5 đến thứ 7 hàng tuần bắt đầu từ ngày 14 tháng 8 năm 2010 và kết thúc vào ngày 25 tháng 11 năm 2010 trên kênh HTV7.

## Nội dung
Đối mặt xoay quanh cuộc đời đầy biến động của hai chị em song sinh Phương Linh và Phương Nga (Thùy Trang) cùng những cuộc đối mặt giữa cái thiện và cái ác. Bố mất ngay từ lúc còn nằm trong bụng mẹ nên khi hai chị em Phương Linh và Phương Nga chào đời thì mẹ cô rơi vào hoàn cảnh rất khó khăn, buộc bà phải trao đi Phương Linh cho một gia đình giàu có với hi vọng con đổi đời. Hai chị em Linh – Nga cũng xa cách nhau từ đây...

## Diễn viên
- Minh Hằng trong vai Xoan Trà[4]/ Phương Linh
- Minh Luân trong vai Trọng Khang
- Thùy Trang trong vai Phương Linh/Phương Nga
- Thanh Thức trong vai Duy Tường[5]
- Phúc An trong vai Kim Anh

Cùng một số diễn viên khác....

## Ca khúc trong phim
Bài hát trong phim là ca khúc "Thời gian" do Tinna Tình sáng tác và thể hiện.

## Giải thưởng
| Năm  | Giải thưởng | Hạng mục                               | (Người) đề cử | Kết quả   | Tham khảo   |
| ---- | ----------- | -------------------------------------- | ------------- | --------- | ----------- |
| 2011 | HTV Awards  | Nữ diễn viên chính được yêu thích nhất | Minh Hằng     | Đoạt giải | [ 6 ] [ 7 ] |